# بات توماس
بات توماس (بالإنجليزية: Pat Thomas) هو لاعب كرة قدم أمريكية أمريكي، ولد في 1 سبتمبر 1954 في بلينو في الولايات المتحدة.

## وصلات خارجية
- بات توماس على موقع مرجع كرة القدم المحترفة.كوم (الإنجليزية)